# Wehrsdorf
Wehrsdorf (hornolužickosrbsky Wernarjecy) je vesnice, místní část obce Sohland an der Spree v Horní Lužici v německé spolkové zemi Sasko. Nachází se v zemském okrese Budyšín a má přibližně 1 600 obyvatel.

## Historie
Wehrsdorf byl založen během středověké kolonizace ve 13. století. Jeho název pochází od mužského jména „Werner“ (patrně jméno lokátora). Od 1. března 1994 je součástí obce Sohland an der Spree.

## Geografie
Vesnice Wehrsdorf leží na území Horní Lužice. Na jihu hraničí s českou vesnicí Liščí, která je součástí obce Lipová. Západo-východním směrem protéká potok Kaltbach. Ve stejném směru protíná vesnici spolková silnice B 98. Železnice zavedena není. V jižní části se nachází sjezdovka.

## Pamětihodnosti
- barokní kostel Nejsvětější Trojice z roku 1725
- kamenný morový kříž
- třípanský kámen